# بحيرة أواسكو
بحيرة اواسكو، /oʊˈwɑːskoʊ/ تحتل المرتبة السادسة في أكبر البحيرات والمرتبة الثالثة في أقصى البحيرات إلى الشرق من بحيرات فنجر في نيويورك في الولايات المتحدة. وهي جزء من الإقليم التقليدي لشعب كايوغا.

## تاريخ
ربما أخذت البحيرة اسم أواسكو اسم من الكلمة الايروكويه دواس - كو، ووالتي تعني جسر على الماء.  قد يكون الاسم مشتقًا أيضًا من كلمة was-co ، والتي تعني الجسر العائم . تم العثور على إقليم كايوغا بين أراضي أونونداغا وسينيكا. أسس اليسوعيون بعثات بين كايوجا في منتصف القرن السابع عشر. في عام 1660، كان هناك ما يقرب من 1500 شخص من شعب كايوغا.
في القرن التاسع عشر، اشتهرت بحيرة أواسكو كمكان لقضاء العطلات للأثرياء. استضاف كازينو يقع شمال كاسكادا الضيوف الذين كانو يتخذون السكك الحديدية كوسيلة للسفر على طول الامتداد الغربي للبحيرة. لا تزال آثار السكك الحديدية موجودة في مياه المستنقعات، لكن الكازينو احترق في بدايات القرن العشرين. أقام الملحن «الهندي» آرثر فارويل معسكرًا على الشاطئ الشرقي في عام 1899، وذلك قبل بداية عمله في التدريس في جامعة كورنيل، وقد قام بكتابة مجموعة من مقطوعات البيانو التي تصور تجربته بعنوان «ذكريات أواسكو». وقد تضمن ذكرا «للكازينو الذي كان مقابل للبحيرة».

## وصف
يبلغ طول بحيرة أواسكو 11.1 ميل (17.9 كـم) ، وأقصى عرض لها يبلغ 1.3 ميل (2.1 كـم) . أما عمق البحيرة فإنه يصل إلى 177 قدم (54 م) ويبلغ ارتفاع سطحه 712 قدم (217 م) فوق مستوى سطح البحر، ويتحكم في منسوب البحيرة سد موجود عند مخرجها. يبلغ حجم البحيرة 212 بليون غالون أمريكي (800,000,000 م3) ، ويبلغ إجمالي كمية المياه التي تقوم بتصريفها 208 ميل مربع (540 كـم2) .
تقع مدينة أوبورن عند الطرف الشمالي وتأخذ مياه الشرب من البحيرة. تقع كامل البحيرة داخل حدود مقاطعة كايوجا. تقع قرية كاسكاد ناحية الطرف الجنوبي من البحيرة، وهي مكونة من مجموعة أكواخ، ومرسي قوارب ومطعم.
لدي أواسكو منطقة تجمع كبيرة نسبيًا، وذلك مقارنة بإجمالي مساحتها. وعلى عكس العديد من بحيرات فنجرالأخرى، فهي محاطة بالكامل تقريبًا بالأراضي الزراعية، لذا فإن البحيرة تكون عرضة لمستويات عالية من النيتروجين خصيصا وذلك بسبب صرف المزارع. كما أن البحيرة تقع في اتجاه مجرى النهر في قريتي مورافيا وغروتون. وقد أدى ذلك إلى زيادة ملحوظة في نمو نباتات التربة ونمو الأعشاب الأخرى في البحيرة وأثر ذلك على مستويات الأكسجين في البحيرة. تتدفق مياه الصرف الصحي من مجمعيين سكنيين إلى البحيرة، والتي لا تخضع لرقابة صارمة مثل بحيرة سكانيتيلز المجاورة، والتي تحتوي على أنقى المياه من جميع بحيرات فنجر.

## الترفيه

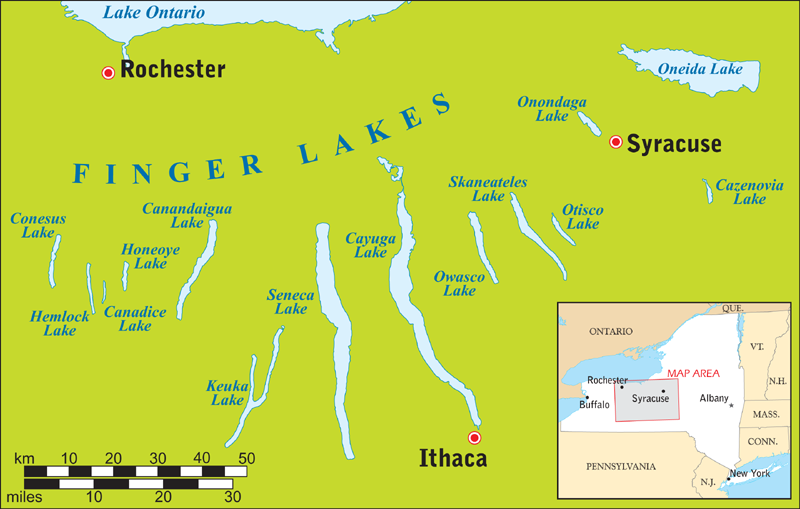
خريطة توضح بحيرة أواسكو وبحيرات فينجر الأخرى فيما يتعلق ببحيرة أونتاريو وشمال نيويورك

بحيرة أواسكو هي مكان ممتاز للاستجمام. نظرًا لأنها أصغر حجمًا وأقل عمقاً من الكثيرمن بحيرات فنجرالأخرى، فإن مياهها ترتفع درجة حرارتها بسرعة أكبر، لذا فكذا اكتسبت شعبية كمكان للسباحة والتزلج على الماء وركوب القوارب. يقع منتزه إيمرسون في الطرف الشمالي للبحيرة، وهو منتزه مقاطعة يضم شاطئًا ومرسي انطلاق القوارب. الزاوية الشمالية الشرقية للبحيرة هي موقع نادي أواسكو الخاص لليخوت، والذي تأسس عام 1889.

### صيد السمك
تشمل أنواع الأسماك الموجودة في البحيرة أسماك سلمون البحيرة، السلمون المرقط البني ، سلمون قوس قزح، سمك السلمون غير الساحلي، سمك الباس كبير الفم، سمك الباس صغير الفم، أسماك البايك الشمالي، الفرخ الأصفر، الخيشوم الأزرق، سمكة شمس القرع، القاروس الصخري، الثيران السوداء، البيكريل، العين رمادية فاتحة اللون. ويمكن الوصول إلى البحيرة عبر قارب ذو سطح صلب تابع للمقاطعة في المنتزه على الشاطئ الشمالي مقابل دفع رسوم.